# 海蘭 (內布拉斯加州)
海蘭（英語：Hayland）是位於美國內布拉斯加州亞當斯縣的非建制地區。

## 歷史
海蘭的郵局於1914年設立，其後於1943年停運。

## 地理
海蘭所處的海拔為高於海平面623米（即2044英呎），而該地所採用的時區為UTC-6，即北美中部时区（CST）。同時該地設有夏令時間，為UTC-6調快一小時，即UTC-5（CDT）。